# Estación de Olen
La estación de Olen es una estación de tren belga situada en Olen, en la provincia de Amberes, región Flamenca.
Pertenece a la línea  de S-Trein Antwerpen.

## Situación ferroviaria
La estación se encuentra en la línea línea 15 (Amberes-Hasselt).

## Intermodalidad
| Olen Station |                       |
| Autobuses de Amberes |                       |
| --- | --------------------- |
| \| Línea \| Recorrido \| \| ----- \| --------------------- \| \| 15b \| Geel ↔ Herentals \| \| 219 \| Vorselaar ↔ Poederlee \| |                       |
| Línea | Recorrido             |
| 15b | Geel ↔ Herentals      |
| 219 | Vorselaar ↔ Poederlee |